# Baghdad (EP)
Baghdad é um EP da banda estadunidense The Offspring, lançado em 1991 pela gravadora independente Nemesis Records.

## Faixas[4]
Todas as canções foram escritas por Dexter Holland, exceto a segunda.
Lado A
1. "Get It Right" – 3:07
2. "Hey Joe" (cover de Billy Roberts) – 2:38

Lado B
1. "Baghdad" – 3:17
2. "The Blurb" – 1:59